# Миитовская
Мии́товская — остановочный пункт Рижского направления Московской железной дороги в городе Дедовск городского округа Истра Московской области. Находится на западной окраине города.
Имеется прямое сообщение на Курское направление. На северо-запад беспересадочное сообщение осуществляется до станции Шаховская, на юго-восток — до станций Москва-Рижская и Тула-1-Курская. 
Состоит из двух прямых боковых платформ, на 2 платформе (в Москву) находится кассовый павильон. Турникетами не оборудована. Относится к пятой тарифной зоне.
Время движения от Рижского вокзала — 1 час 5 минут.
Платформа построена в 1966 году при строительстве второго пути на участке Гучково — Новоиерусалимская. Открыта в мае 1966 года. По предложению строителей названа в честь МИИТа — института, который обучает инженеров транспорта, и студенты которого принимали участие в строительстве платформы во время практики.